# Webster Tarpley
Webster Griffin Tarpley (Pittsfield, 1946) è un giornalista statunitense.
Tarpley si è occupato di terrorismo internazionale e dell'Attentato alle torri gemelle 11 settembre. Ha espresso posizioni critiche nei confronti di Barack Obama, Prescott Bush, Bush padre, da lui accusati per un presunto ruolo nel narcotraffico (a suo dire gestito dalla CIA), nel terrorismo italiano (Brigate Rosse) e negli sviluppi del Caso Moro. Tarpley ha scritto anche sulle oligarchie veneziane nel XVI secolo e su economia e finanza globale.

## Biografia
Webster Griffin Tarpley è un giornalista investigativo. Ha attirato per la prima volta le attenzioni del pubblico con una biografia non autorizzata di Bush, scritto a quattro mani con Anton Chaitkin (George Bush: The Unauthorized Biography, 1992). Egli ha esposto la sua personale "Tesi di Versailles", dove fa ricadere le colpe delle grandi guerre del ventesimo secolo su presunti intrighi della Gran Bretagna per mantenere il proprio dominio imperiale. Tarpley ha vissuto in Italia negli anni della contestazione e negli anni di piombo. Ha seguito da vicino, in particolare, la vicenda di Aldo Moro, dirigendo una commissione indipendente d'inchiesta patrocinata dal parlamentare italiano Zamberletti.
Il risultato di tale inchiesta è stato pubblicato nel volume Chi ha ucciso Aldo Moro, che è stato ripreso da Panorama. La conclusione di questa indagine era che i mandanti dell'assassinio di Moro sarebbero stati membri di alto livello dei governi britannici e americani (un grande sospetto sarebbe caduto su Henry Kissinger), intenti a impedire il "compromesso storico" che nei delicati anni della Guerra Fredda avrebbe finito per portare i comunisti al governo, formando un governo italiano stabile di democristiani e comunisti insieme, con il rischio di uno sbilanciamento dell'Italia verso l'URSS, cosa che avrebbe rischiato di spalancare le porte a un'invasione sovietica di gran parte dell'Europa.
I principali pensatori classici a cui si ispira sono Platone, Dante, Machiavelli e Leibniz. Fra gli altri pensatori che lo hanno influenzato ci sono Orwell e A. Huxley. Tarpley è studioso di economia e di storia, soprattutto storia moderna e storia veneziana. La Repubblica di Venezia è da lui considerata il prototipo esemplare di ogni società oligarchica ed elitista come, a suo parere, è l'impero angloamericano odierno. Tarpley, inoltre, ha fatto esperienza come attivista politico negli anni del movimento di Lyndon LaRouche, da cui ha preso le distanze intorno alla metà degli anni Novanta.
Nel 2005, il suo libro 9/11 Synthetic Terror: Made in USA (tr. it. La fabbrica del terrore, 2007) è diventato un best seller fra i libri sui fatti 11 settembre 2001; esso è diventato un caso editoriale e ha sfiorato il duecentesimo posto nelle vendite su Amazon quando, il 7 ottobre 2006, il principale recensore di saggistica su Amazon, Robert David Steele, ex spia della CIA, accademico e funzionario dei Marines, lo ha definito "il più forte fra gli oltre 770 libri che ho recensito qui su Amazon". Tarpley in questo volume propone un'ipotesi per cui gli eventi dell'11 settembre 2001 sarebbero stati orchestrati da una presunta "rete canaglia" di golpisti interni al governo statunitense e legati al relativo complesso industrial-militare. Egli, per interpretare questi avvenimenti, propone un modello di terrorismo sotto falsa bandiera (false flag), che a suo dire sarebbe stato condotto da una rete multinazionale di agenti indipendenti nel settore privatizzato dell'intelligence militare e dei "media ufficiali controllati", con infiltrati di alto livello negli apparati statali statunitensi.
Tarpley parla a lungo dei temi del suo libro durante un'intervista nel film Oil, Smoke, Mirrors e anche nel film Zero dell'europarlamentare Giulietto Chiesa (2007).
A partire dal marzo del 2006, Tarpley ha condotto un programma radiofonico settimanale intitolato World Crisis Radio, per Republic Broadcasting Network. Dopo una diatriba fra Wes Perkins e John Stadtmiller nel gennaio 2007, Tarpley apparentemente ha lasciato RBN e si è trasferito su Genesis, dove presenta l'edizione del giovedì di World Crisis Radio. Il format resta quello di una panoramica a 360 gradi sull'intelligence e sulla politica internazionale.
Tarpley è un membro del gruppo mondiale antimperialista Asse per la Pace, di Scholars for 9/11 Truth e del gruppo di ricerca Netzwerk, che riunisce gli autori tedeschi sull'11/9, a partire dal settembre 2006. Di questi è membro anche Andreas von Buelow, ex ministro delle tecnologie tedesco.

## Le critiche a Barack Obama
Tarpley è noto anche come critico del neopresidente americano Barack Obama. Tarpley, già noto come critico spietato dei neoconservatori, è anche autore di due libri critici su Obama usciti nel 2008, che comprendono il pamphlet Obama: The Postmodern Coup e Obama: The Unauthorized Biography, la prima e unica "biografia non autorizzata" di Barack Obama. Secondo Tarpley, è di primaria importanza indagare sulle origini di Obama e sull'ambiente che lo circonda. Tarpley ha rilevato che il neopresidente americano si è laureato con lo stratega, consigliere militare del presidente Carter, Zbigniew Brzezinski (definito "russofobo" da Tarpley) con una tesi sullo smantellamento dell'arsenale nucleare russo.
sostiene che Obama sarebbe fortemente vincolato alla Commissione Trilaterale (fondata dallo stesso Brzezinski) e da un ambiente politico-economico corrotto.
Tarpley ritiene che si possano vedere forti analogie con la nascita del fascismo italiano: nelle spavalde politiche internazionali propugnate da Obama (che includono, per esempio, l'idea di attaccare il Pakistan, o di aumentare i soldati in Afghanistan); nel giovanilismo della "obamamania", il "culto" di Obama che, nei suoi discorsi, basati su formule vuote ripetute a non finire (come il famoso "change"), viene osannato da masse di giovani pseudo-ribelli; nel disastrato contesto socioeconomico statunitense (già privato di libertà fondamentali, per esempio, con il Patriot Act). Le tesi di Tarpley, apparentemente estreme ma giudicate credibili e rilevanti da esperti come Jerome Corsi e Robert Steele, ventilano il rischio di trascinare l'America in una nuova forma di fascismo morbido su base carismatica. La presidenza Obama potrebbe essere, secondo Tarpley, parte di un grande piano strategico volto a:
- rispolverare l'immagine degli USA come paese pacifico e accogliente, dopo la disastrosa presidenza Bush, con consensi al minimo e con alle spalle due tragiche guerre mai vinte, e con lo spettro di una "guerra infinita"
- uno smembramento delle potenze crescenti di Russia e Cina. Questo, secondo Tarpley, se avvenisse con una strategia tipica di Brzezinski, comporterebbe la "cacciata" dei cinesi dalle risorse petrolifere africane. L'uomo giusto per intessere la giusta rete di rapporti con l'Africa, in tal caso sarebbe nientemeno che un uomo di origini africane. I cinesi, conseguentemente, sarebbero costretti a cercare il petrolio soprattutto in Siberia, e questo potrebbe portare a forti tensioni Cina-Russia. L'obiettivo di Brzezinski sarebbe, appunto, quello di provocare uno scontro fra queste potenze crescenti tramite operazioni militari e insurrezionali clandestine, sulla scia di quelle proposte e realizzate dallo stesso Brzezinski specialmente con la guerra URSS-Afghanistan degli anni Ottanta, la quale contribuì a determinare il collasso economico sovietico.

## Formazione culturale e attività
Tarpley, PhD, ha ottenuto un Master a Princeton nel 1966 in inglese e italiano (summa cum laude) e gli onori della Phi Beta Kappa Society; ha completato i corsi per il PhD in storia alla Catholic University of America ed è stato studente Fulbright all'Università di Torino. Ha un master in materie umanistiche  (Skidmore College, presso il quale ha insegnato). Ha collaborato con vari giornali e riviste, statunitensi, italiane, del Vaticano e di altri paesi; è stato commentatore e portavoce del movimento per la verità sull'11/9 sulla CNN e su Fox News, due fra le reti televisive statunitensi più seguite. Ha partecipato al film italiano Zero (2007), di Franco Fracassi e Giulietto Chiesa.